# Осцы (Тверская область)
Осцы — посёлок в Осташковском районе Тверской области. Входит в Сиговское сельское поселение.

## География
Посёлок расположен на берегу озера Селигер, через него проходит Торжокское шоссе. Расстояние до районного центра, города Осташков, 13 км.

## Население
| 2008 | 2010 |
| ---- | ---- |
| 132  | ↘107 |

По данным Всероссийской переписи, в 2010 году численность населения посёлка составляла 107 человек (55 мужчин и 52 женщины).

## Улицы
В настоящее время в посёлке нет ни одной улицы.